# Nürnberg (incrociatore)
La Nürnberg fu un incrociatore leggero della Kriegsmarine tedesca, seconda e ultima unità della Classe Leipzig, entrata in servizio nel 1935 e attiva durante la seconda guerra mondiale. Sopravvissuta indenne alla guerra, venne acquisita dalla Marina sovietica e ribattezzata Admiral Makarow, rimanendo in servizio fino al 1959.

## Vita operativa

### Servizio nella Kriegsmarine
Impostata nei cantieri Deutsche Werke di Kiel il 4 novembre 1933, venne varata l'8 dicembre 1934 con il nome di Nürnberg, in onore dell'omonima città; entrò in servizio il 2 novembre 1935. La nave differiva leggermente dalla gemella Leipzig: in particolare, era leggermente più lunga ed aveva un dislocamento maggiore, ma la capacità dei serbatoi di carburante era stata ridotta, facendo così calare di molto l'autonomia. Dopo alcune missioni di addestramento in Atlantico, partecipò alla guerra civile spagnola tra l'agosto del 1936 e l'agosto del 1937 (in quattro distinti turni), come parte di una squadra navale internazionale incaricata di contrastare il contrabbando di armi.
Allo scoppio della guerra operò brevemente nel Mar Baltico, prima di venire assegnata alla "Squadra da ricognizione" composta dalla Leipzig e dall'incrociatore leggero Köln, con il compito di fornire protezione e appoggio alle squadre di cacciatorpediniere tedeschi impegnate a stendere campi minati al largo delle coste della Gran Bretagna. La mattina del 13 dicembre 1939, la Nürnberg e le sue due compagne si trovavano al largo dello Skagerrak in attesa di scortare in patria cinque cacciatorpediniere di ritorno da una missione notturna di minamento al largo di Newcastle; i cacciatorpediniere tedeschi erano in ritardo a causa dell'incendio scoppiato su uno di essi. Verso le 11:30, il sommergibile britannico HMS Salomon avvistò i tre incrociatori tedeschi e lanciò contro di loro sei siluri, colpendo la Leipzig al centro e causando gravi danni; la Nürnberg eseguì subito una veloce virata, ma venne comunque colpita da un siluro a prua. Raggiunti dai cacciatorpediniere e da altre navi scorta, i due incrociatori danneggiati iniziarono un lento ritorno in patria. I danni riportati costrinsero la Nürnberg a rimanere in cantiere per le riparazioni fino maggio del 1940, impedendole così di partecipare alla Campagna di Norvegia.
La nave venne impiegata prevalentemente nelle acque costiere tedesche e nel Baltico, partecipando anche ad alcune missioni d'appoggio ai reparti della Wehrmacht durante l'invasione dell'Unione Sovietica. Nel novembre del 1942 venne inviata in Norvegia; di base a Narvik, venne impiegata in operazioni di minamento nel Mare di Barents e come scorta alle navi da battaglia tedesche in zona, ma non partecipò a missioni di particolare importanza. Nel gennaio del 1945 venne inviata nella Norvegia meridionale, da dove prese parte a missioni di posa di mine nello Skagerrak e di scorta dei mercantili tedeschi al largo dello Jutland. Con l'approssimarsi del crollo del Terzo Reich anche le ultime operazioni militari tedesche vennero severamente limitate dalla scarsità di risorse. A gennaio 1945 la  Nürnberg venne incaricata di una serie di missioni di posa mine nello Skagerrak, insieme a posamine e cacciatorpediniere; solo una missione denominata Operazione Titus, dall'omonimo campo minato Minensperre Nr.39 - Titus I, venne effettuata a causa della scarsità di carburante, e durante la posa le navi furono attaccate da bombardieri Halifax del 58º Squadron della RAF il 13 e 14 gennaio. Visto che era rimasto con sole 270 tonnellate di carburante sintetico, il Nürnberg rimase a Copenaghen fino al termine del conflitto: qui, il 27 gennaio 1945, l'incrociatore si difese con le sue armi contraeree da un attacco di partigiani danesi.

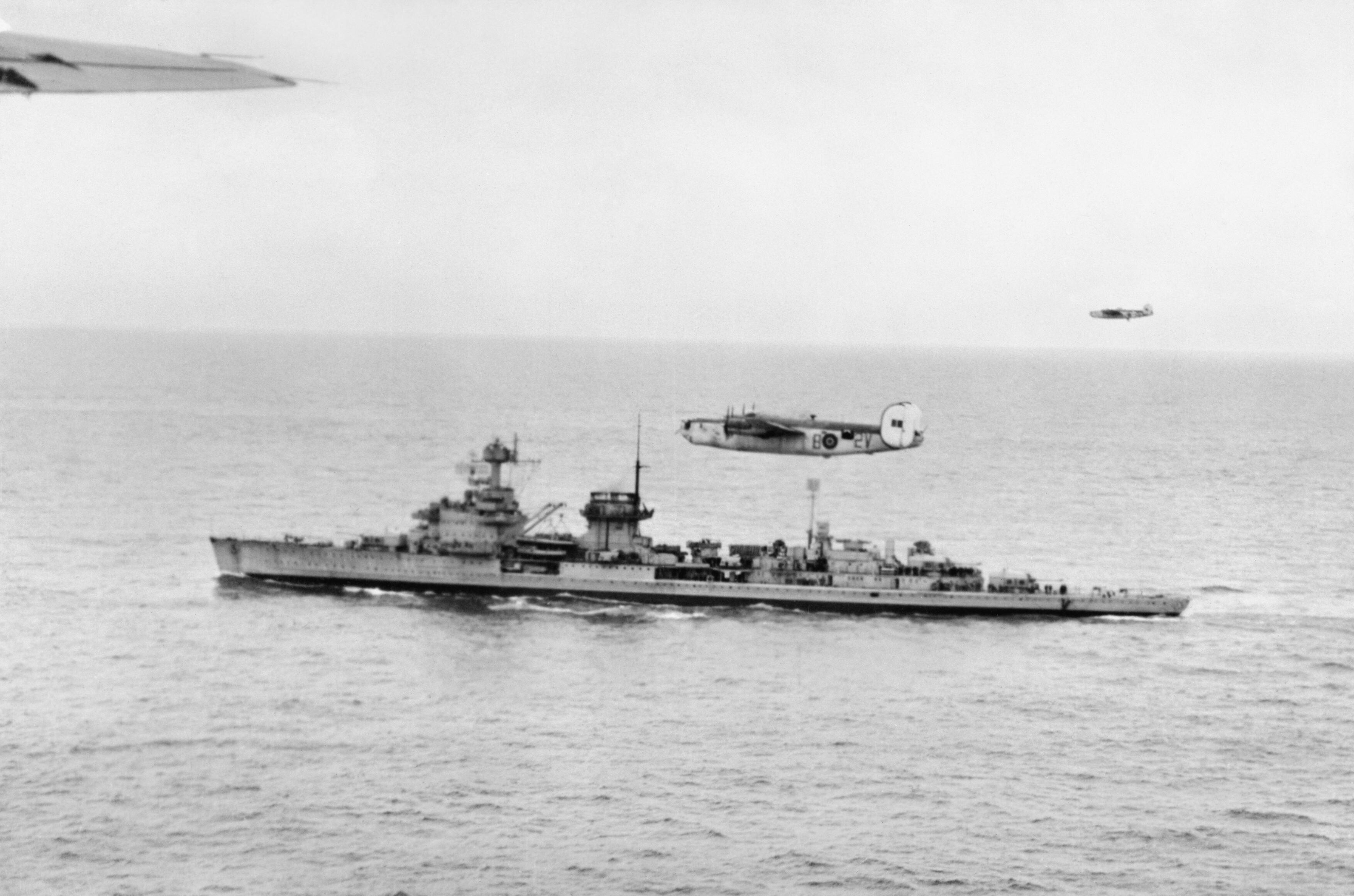
Due B-24 Liberator del Coastal Command, No. 547 Squadron RAF, scortano il Nürnberg dopo la resa verso Wilhelmshaven

Dopo la resa sommozzatori danesi condussero un'operazione di sminamento per mettere in sicurezza l'incrociatore Nürnberg, sotto il quale era stata depositata da resistenti danesi una carica esplosiva il cui sistema di innesco non aveva funzionato; inizialmente il comandante tedesco pensò a un attacco e minacciò di troncare il tubo dell'aria del sommozzatore, ma una volta informato offrì uno dei suoi uomini per un lavoro congiunto e la carica venne rimossa senza problemi.
Nonostante il fallimento, l'attentato destò un forte scalpore in Danimarca e il movimento di resistenza BOPA tenne una conferenza stampa dieci giorni dopo la resa, il 15 maggio, presso l'Otto Mønsted Building in Copenaghen, nella quale il fatto ebbe un posto di rilievo; l'attentato fu oggetto di un articolo dello Jyllands-Posten. In realtà, un precedente attentato era stato effettuato minando un tunnel sotto il precedente punto di ormeggio dell'incrociatore e l'ordigno era esploso con danni non rilevanti alla nave, che invece avrebbe dovuto essere pesantemente danneggiata dal crollo di alcune gru vicine al punto di esplosione: le gru però non erano cadute. Il Nürnberg fu preso in consegna il 22 maggio dagli incrociatori britannici HMS Dido e Devonshire e quindi scortata a Wilhelmshaven il 24, insieme al Prinz Eugen e alle altre unità presenti, dove venne presa in custodia dalle autorità Alleate.

### Servizio nella Voenno Morskoj Flot SSSR
Insieme all'incrociatore pesante Prinz Eugen, la Nürnberg era la principale delle navi tedesche ad essere stata catturata intatta dagli Alleati; il 5 novembre 1945 venne deciso di assegnare la nave alla Marina sovietica, e un equipaggio sovietico prese possesso dell'incrociatore nel porto di Wilhelmshaven il 16 dicembre seguente. Il 2 gennaio 1946 la Nürnberg, con un equipaggio misto tedesco-sovietico ed accompagnata dalle altre navi tedesche acquisite dalla Marina sovietica (il cacciatorpediniere Z15 Erich Steinbrinck, le torpediniere T33 e T17, la nave trasporto Blitz e la nave-bersaglio Hessen), salpò alla volta di Libau; giunta a destinazione, il personale tedesco venne sbarcato e la nave entrò ufficialmente nella Flotta del Baltico sovietica, dopo essere stata ribattezzata Admiral Makarow in onore dell'ammiraglio Stepan Osipovič Makarov.
La Admiral Makarow servì come nave ammiraglia della Ottava Flotta del Baltico, con base a Tallinn, sostituendo l'incrociatore pesante Kirov rimasto gravemente danneggiato per l'urto con una mina il 17 ottobre 1945. Tra il 1949 e il 1950 la nave venne più volte rimodernata e riarmata con cannoni antiaerei sovietici da 37 mm. Il 21 febbraio 1957, a seguito della rottura delle caldaie principali, la nave venne riclassificata come nave-scuola e ancorata a Kronštadt; il 20 febbraio 1959 la nave venne posta in disarmo ed inviata a Leningrado.
Nonostante le sue buone condizioni (gli operai del porto di Leningrado rimasero sorpresi dal fatto che la carena presentasse poche tracce di corrosione) e la possibilità di inviarla nei cantieri della Repubblica Democratica Tedesca per le riparazioni, il comando della marina sovietica decise di radiare la nave il 13 marzo 1959, poiché giudicata ormai obsoleta e non conforme agli standard nazionali di sicurezza (anche per via della tragedia della Novorossijsk). La nave venne quindi demolita a partire dal febbraio del 1961.